# 伊尔代布兰多·皮泽蒂
伊尔代布兰多·皮泽蒂（義大利語：Ildebrando Pizzetti，1880年9月20日—1968年2月13日），意大利作曲家。早年在帕尔马音乐学院学习，毕业后先后在佛罗伦萨，米兰，罗马等地任教。在墨索里尼统治期间，皮泽蒂曾与法西斯政权保持密切的关系。皮泽蒂是20世纪最重要的意大利歌剧作曲家之一，他推崇威尔第，反对当时流行的真实主义创作风格，在作品中常采用大量的合唱和朗诵调，具有古朴庄严的特征。他的器乐作品多为浪漫主义风格。水平也比较高。